# Onoclea orientalis
Espèce
Synonymes
- Matteuccia cavaleriana (Christ) C. Chr.[1]
- Matteuccia japonica (Hayata) C. Chr.[1]
- Matteuccia orientalis (Hook.) Trevis.[1]
- Pentarhizidium japonicum Hayata[1]
- Pentarhizidium orientale (Hook.) Hayata[1]
- Pteretis orientalis Ching[1]
- Pterinodes orientalis (Hook.) Kuntze[1]
- Struthiopteris cavaleriana Christ[1]
- Struthiopteris orientalis Hook.[1]

Onoclea orientalis est une fougère de la famille des Dryoptéridacées.